# Toturita
La toturita és un mineral de la classe dels silicats que pertany al grup de la schorlomita. Rep el seu nom en honor del riu Totur, el qual passa per la vil·la de Eltyubyu, prop de la localitat tipus. A més, Totur és el nom d'un déu balkar.

## Característiques
La toturita és un silicat de fórmula química Ca₃Sn₂(SiFe3+
2)O₁₂. Cristal·litza en el sistema isomètric.
Segons la classificació de Nickel-Strunz, la toturita pertany a «9.AD - Nesosilicats sense anions addicionals; cations en [6] i/o major coordinació» juntament amb els següents minerals: larnita, calcio-olivina, merwinita, bredigita, andradita, almandina, calderita, goldmanita, grossulària, henritermierita, hibschita, hidroandradita, katoïta, kimzeyita, knorringita, majorita, morimotoïta, vogesita, schorlomita, spessartina, uvarovita, wadalita, holtstamita, kerimasita, momoiïta, eltyubyuïta, coffinita, hafnó, torita, thorogummita, zircó, stetindita, huttonita, tombarthita-(Y), eulitina i reidita.

## Formació i jaciments
La toturita va ser descoberta al mont Lakargi, a la caldera Verkhnechegemskaya (Kabardino-Balkària, Caucas del Nord, Rússia). Es tracta de l'únic indret on ha estat trobada aquesta espècie mineral.